# Gaston Rebry

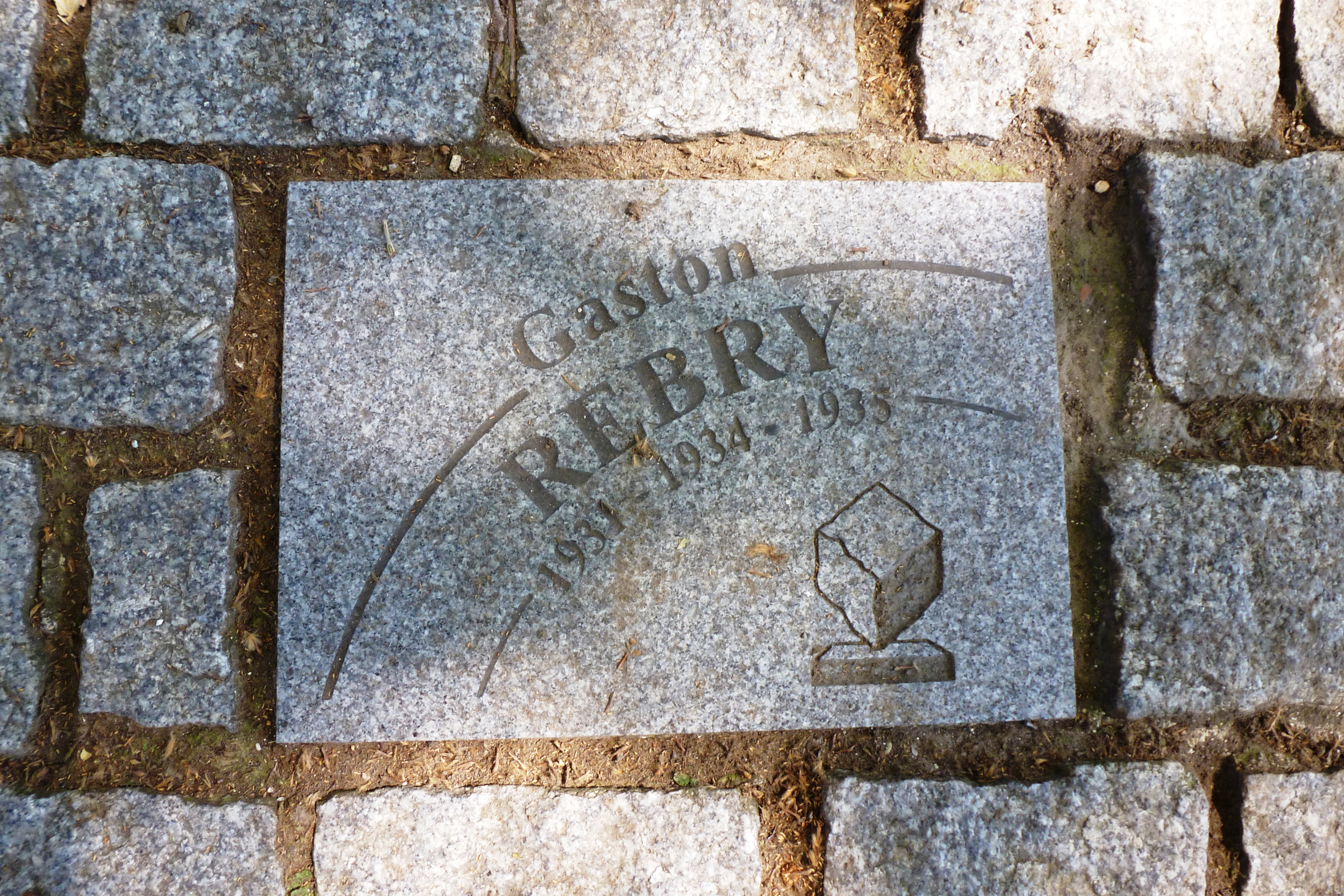
Gaston Rebrys gatsten på Allée Charles Crupelandt i Roubaix.

Gaston Rebry, född den 29 januari 1905 i Rollegem-Kapelle, död den 3 juli 1953 i Wevelgem, var en belgisk landsvägscyklist som var professionell från 1926 till 1938. Hans främsta meriter var tre segrar i Paris–Roubaix (1931, 1934 och 1935), en seger i Flandern runt (1934) och en totalseger i Paris–Nice (1934). Han deltog i Tour de France sju gånger, som bäst blev han fyra 1931, och han vann totalt fyra etapper.

## Meriter
| 1924 2:a i Paris–Menin 1925 5:a i Binche–Tournai–Binche 1926 Vinnare av Lyon–Belfort 3:a i Paris–Roubaix 7:a i Flandern runt 8:a i Paris–Tours 1927 6:a i Flandern runt 1928 Vinnare av etapp 3 i Tour de France 3:a i Paris–Rennes 4:a i Paris–Roubaix 7:a i Kampioenschap van Vlaanderen 1929 Vinnare av etapp 14 i Tour de France 5:a i Paris–Roubaix 7:a i Paris–Tours 1930 2:a i Paris–Rennes 1931 Vinnare av Paris–Roubaix Vinnare av etapp 23 i Tour de France 7:a i linjelopp vid Världsmästerskapen | 1932 Vinnare av etapp 19 i Tour de France 5:a i Paris–Bryssel 1933 Vinnare av Omloop van West-Vlaanderen Vinnare av Omloop van de Westkust 4:a i Paris–Bryssel 7:a i Paris–Roubaix 1934 Vinnare totalt av Paris–Nice Vinnare av Flandern runt Vinnare av Paris–Roubaix 4:a i Paris–Bryssel 4:a i Grand Prix des Nations (ITT) 1935 Vinnare av Paris–Roubaix 4:a i linjelopp vid Belgiska mästerskapen 10:a i Flandern runt 1936 3:a i Paris–Roubaix 1938 6:a totalt i Paris–Nice 10:a i Flandern runt |